# Шабалин, Родион Никанорович
Родио́н Никано́рович Шаба́лин (23 ноября 1895 — 11 октября 1942) — советский военный деятель, генерал-майор танковых войск (Постановление СНК СССР № 1618 от 01.10.1942).

## Начальная биография
Родился 23 ноября 1895 г. в станице Фельдмаршальская Сунженского отдела Терская область. Русский.
Окончил 4 класса Ардонской духовной семинарии (1913), два курса Киевского коммерческого института (1916). Член ВКП(б) с 1920 г. (п/б № 2203884). Образование. Окончил Киевскую студенческую школу прапорщиков (1917), СТ КУКС «Выстрел» (1925, 1930), вечерний факультет ВА РККА им. Фрунзе (1932), АКТУС ВАММ (1935).
Служба в армии. В РИА с августа 1916 г. служил 1 год. В Красной гвардии с ноября 1917 г. В РККА с февраля 1918 года.
Участие в войнах, военных конфликтах. Гражданская война (участник подавления восстания в районе Воронежа - Усмани 1917 - 1918, в ликвидации бандитизма на Северном Кавказе 1920 - 1922). Польский поход. Советско-финляндская война. Дважды ранен и контужен. Великая Отечественная война.

## Военная служба
В августе 1916 г. он был призван на военную службу и зачислен рядовым в запасной батальон в г. Нижний Новгород. В сентябре как студент направлен на учёбу в 4-ю студенческую школу прапорщиков в г. Киев, по её окончании в феврале 1917 г. он был произведён в прапорщики и назначен младшим офицером в 5-й пулемётный полк в г. Воронеж. В июле направлен на Северо-Западный фронт, где воевал в составе 26-й пулемётной команды «Кольт» в районах Двинск, Венден, Мазинки. В 1917 г. был членом полкового и корпусного комитетов.
Служба в Красной армии. В УПК: С января 1918 г. - комендант города и начальник красногвардейского отряда комендантского управления г. Воронеж. С октября 1918 г. - командир 1-го стрелкового железного революционного полка (г. Воронеж). С января 1919 г. - Член инспекции пехоты 9-й армии Южного фронта. С июля 1919 г. - военный комиссар Ремонтной комиссии штаба Наркома Военмора Украины. С ноября 1919 г. командир полка в Омске.
С ноября 1917 г. был комендантом г. Воронеж и начальником красногвардейского отряда, с февраля 1918 г. командовал 1-м стрелковым железнодорожным революционным полком. Участвовал в подавлении контрреволюционного восстания в районе Воронеж, Усмань, в борьбе с бандитизмом. С октября 1918 г. командовал отдельным батальоном при штабе 9-й армии Южного фронта, затем был членом Инспекции пехоты этой армии. С января 1919 г. и. д. военкома ремонтной комиссии штаба наркома по военным и морским делам Украины, с июля командовал полком в городах Омск и Владикавказ.
С ноября 1920 г. - командир-комиссар полка Отдельного горского стрелкового полка (г. Владикавказ) и командующий частями особого назначения Терской области (г. Пятигорск), участвовал в ликвидации бандитизма на Северном Кавказе.
С марта 1922 г. Командующий ЧОН Терской губернии. С июля 1923 г. - помощник начальника части Управления ГПУ. С октября 1924 г. - командир батальона 135-го стрелкового полка (Киев).
С августа 1925 г. - слушатель Стрелково-тактических курсах усовершенствования комсостава РККА имени III Коминтерна («Выстрел»).
С марта 1927 г. - начальник штаба 138-го стрелкового полка (Переяславль). С июля 1928 г. помощник начальника оперчасти штаба 46-й стрелковой дивизии. С января 1929 г. - Помощник начальника 2-го отдела Командного Управления ГУРККА.
С мая 1930 г. - слушатель Курсы среднего комсостава при Стрелково-тактических курсах усовершенствования комсостава РККА имени III Коминтерна («Выстрел»).
С февраля 1933 г. - Начальник сектора и помощник начальника отдела Командного Управления ГУРККА. С июля 1933 г. - Помощник начальника 5-го отдела Командного Управления ГУРККА. С января 1935 г. - командир-комиссар отд. механизированного полка.
С июля 1935 г. - слушатель АКТУС при Военной академии механизации и моторизации. С октября 1935 г. в распоряжении ГУ РККА.
В послевоенный период с марта 1922 года работал в органах ГПУ в должности пом. начальника части Главного политического управления. С июля 1923 г. командовал батальоном 135-го стрелкового полка УВО в Киеве. С октября 1924 по август 1925 г. находился на учёбе на курсах «Выстрел», по их окончании назначен начальником штаба 138-го стрелкового полка 46-й стрелковой дивизии в г. Переяславль; с марта 1927 г. и. д. пом. начальника оперативной части штаба этой дивизии. С июля 1928 г. служил в Командном управлении Главного управления РККА в должности пом. начальника 2-го отдела. С января 1929 г. по май 1930 г. вновь проходил подготовку на курсах «Выстрел» (курс старшего комсостава), затем вернулся в то же управление и занимал должности начальника сектора и пом. начальника 5-го отдела. С июля 1933 г. был командиром и комиссаром Отдельного механизированного полка при Военной академии механизации и моторизации РККА им. И. В. Сталина.
Приказом НКО № 01302 от 10.1935 г. назначен начальником Начальником АБТС 10-го стрелкового корпуса. В этой должности в сентябре-октябре 1939 г. участвовал в Польском походе Красной армии в Зап. Белоруссию, затем в Советско-финляндской войне 1939-1940 гг. В боях в феврале и марте 1940 г. был дважды ранен и контужен. Особо отличился в бою в районе нас. пункта Кююреля, где проявил личную храбрость и распорядительность при выводе из окружения колонны из 50 автомашин со снарядами, за что был награждён орденом Красного Знамени. Приказом НКО № 1935 от 08.08.1940 г. - назначен начальником Ульяновского БТУ.

### Великая Отечественная война
В начале Великой Отечественной войны полковник Р. Н. Шабалин продолжал руководить училищем.
Согласно директиве Генерального штаба КА от 30.06.1941 г. ему было поручено формирование Ульяновского военного пехотного училища, которое было начато 15 июля 1941 г.
С 21 октября 1941 — ид. Начальника АБТО Приволжского ВО. Приказом НКО № 001056 от 10.10.1941 г. — назначен генерал-инспектором АБТВ КА.
С 21 декабря 1941 г. по 14 января 1942 г. — и.д. командира 422-й стрелковой дивизии. С 14 по 26 января 1942 г. — командир 397-й стрелковой дивизии. Формировал её и показал себя хорошим командиром-организатором. С 26 января 1942 г. — в распоряжении Главного автобронетанкового управления Красной армии.
С 18 марта по 10 мая 1942 г. — командир 120-й танковой бригады. Приказом НКО № 02294 от 31.03.1942 утверждён в должности). С 19 мая 1942 г. — командир 101-й танковой бригады, находившейся на формировании в Горьковском учебном автобронетанковом центре. В короткий срок (около двух недель) ему удалось сформировать бригаду, получить боевую технику (американские танки), организовать боевую подготовку, провести боевое слаживание подразделений. По завершении формирования в июне 101-я танковая бригада вошла в состав 31-й армии Калининского фронта и участвовала в Ржевско-Сычевской наступательной операции. В ходе её одновременно и. д. заместителя командующего 31-й армией по автобронетанковой технике. До сентября 1942 г. заместитель командира 31-й армии по танковым войскам. Неоднократно водил лично в атаку танковые подразделения, а когда был подбит танк, то вёл в атаку пехоту. Его танк трижды был подбит, но поля боя не оставил.
Смертельно ранен 12 сентября 1942 года в бедро на Ржевском выступе, на поле боя в течение 6 часов не была оказана медицинская помощь, был доставлен в Кремлёвскую больницу, где спасти не смогли, умер от сепсиса 11.10.1942 г. За мужество и героизм, проявленные в боях с немецко-фашистскими захватчиками и умелое руководство войсками награждён орденом Ленина (30.01.1943 года, посмертно).

## Воинские звания
- капитан;
- майор;
- подполковник
- полковник (Приказ НКО № 0248/п от 17.04.1938)[2];
- генерал-майор танковых войск (Постановление СНК СССР № 1618 от 01.10.1942)[2]

## Награды
- Орден Ленина (30.01.1943, посмертно)[2][8].
- Орден Красного Знамени (15.01.1940)[2][9].
- медаль «XX лет РККА» (1938)[2].

## Память
- На могиле установлен надгробный памятник
- Его имя увековечено в Главном Храме Вооружённых сил России, и навсегда запечатлено на мемориале «Дорога памяти»[2]